# Йованович, Неманья
Неманья Йованович (серб. Немања Јовановић/Nemanja Jovanović; 3 марта 1984 года, Неготин, СР Сербия, Югославия) — югославский и сербский футболист, выступающий на позиции нападающего.
Начал карьеру в белградском «Црвене Звезде». Позднее выступал за «Железник» и «Биг Булл». В 2003 году переехал в румынскую «Унирю». Последующие несколько сезонов провёл в чемпионате Румынии. В 2011 году перешёл в казахстанский «Тараз». Последующие два сезона также провёл в чемпионате Казахстана. Сезон 2013 года провёл в норвежском клубе. В 2014 году вернулся в Казахстан и играл за семейский «Спартак». Сезон 2015 года провёл в узбекистанском «Алмалыке». С начала и до июля 2016 года выступал за «Андижан», а с августа того же года за «Кызылкум».